# 고이세촌
고이세촌(恋瀬村)은 이바라키현 니하리군에 설치되었던 촌이다. 현재의 이시오카시 북서부에 해당한다.